# NGC 6049
NGC 6049 é uma estrela na direção da constelação de Serpens. O objeto foi descoberto pelo astrônomo John Herschel em 1830, usando um telescópio refletor com abertura de 18,6 polegadas. 